# 541983 Matthiaspenselin
541983 Matthiaspenselin è un asteroide della fascia principale. Scoperto nel 2012, presenta un'orbita caratterizzata da un semiasse maggiore pari a 2,7515500 au e da un'eccentricità di 0,0397734, inclinata di 6,30275° rispetto all'eclittica.
L'asteroide è dedicato all'astronomo amatoriale tedesco Matthias Penselin.